# Lazar Meyer
Pour les articles homonymes, voir Meyer.
Ne doit pas être confondu confondu avec le peintre homonyme Meyer Lazar (1925-1995)
Lazar Meyer, né le 20 janvier 1847 à Fegersheim et mort le 28 janvier 1935 à Paris 10e, est un artiste-peintre français.

## Biographie
Lazar Meyer est né le 20 janvier 1847 d'Israël Meyer et de Charlotte Metzger, une famille juive établie à Fegersheim (Bas-Rhin), près de Strasbourg. Il a trois frères (Abraham, David et Léopold) et deux sœurs (Marie et Babette).
À la suite de la guerre franco-prussienne de 1870 et de l'occupation de l'Alsace-Lorraine par l'empire allemand, il part, pour raison politique et religieuse, s'établir à Paris avec son frère aîné Léopold. Il s'installe au 3 rue Cauchois, dans le 18e arrondissement. Il participe à la Commune, où il est secrétaire d'une section (à compléter). À la suite de l'écrasement des Communards, il est arrêté et emprisonné en face de l'île de Ré (Fort Boyard?), d'où il devait être déporté. Comme il n'a jamais pris les armes, le tribunal finalement l'acquitte et il rentre à Paris. Il se marie en 1880 à Paris avec Louise Albertine Macé, avec qui il a trois enfants: Éva (1879), Léa (1882) et Israël Maurice (1885).
Il montre très tôt un goût et un talent confirmé pour l'art et la peinture. Il est d'abord l'élève d'Alexandre Laemlein (1813-1871) et s'affirme comme peintre de genre et de portrait. À l'École des beaux-arts de Paris il est l'élève d'Alexandre Cabanel (1823-1889) et d'Émile Lévy (1826-1890). Il devient professeur de dessin au lycée Condorcet à Paris. En collaboration avec le faïencier Jules Paul Loebnitz, il réalise, d'après des dessins d'Émile Lévy, trois vastes panneaux en céramique destinés à orner le porche monumental du pavillon de la section française des beaux-arts de l'exposition universelle de 1878 de Paris. Ils figurent l'Architecture, la Peinture et la Sculpture. Complétés par un quatrième panneau, ils ont été remontés plus tard à Paris sur la façade de l'ancienne faïencerie Loebnitz, construite en 1884 par l'architecte Paul Sédille.
Il est l'un des premiers peintres de Montmartre et considéré comme précurseur de l'École de Paris[réf. nécessaire]. Il fut un proche du peintre et portraitiste Albert Besnard (1849-1934).
Lazar Meyer a exposé au Salon de Paris de 1870 à 1882. Plusieurs de ses œuvres ont été détruites ou vandalisées pendant la Seconde Guerre mondiale.

## Œuvres
De ses œuvres, on retiendra particulièrement :
- Autoportrait (1868), publié en 1869 dans le Catalogue des Arts
- Portrait d'une jeune dame (1879), (48,5 × 61,4), huile sur toile, Salon de 1879[3]
- Kaddish pour les morts (1878, 1879, 1880)[réf. nécessaire]
- Putti musiciens (1887), (60 × 1,10), huile sur panneau
- Scène familiale (1874), (68 × 54), huile sur toile
- Dans la campagne (In campagna), (26,4 × 35)
- Paysage orageux (A stormy landing), (24,2 × 29,2)
- La prison Saint-Lazare (1908), (23 × 15,3), Musée Carnavalet - Histoire de Paris, inventaire P 958-1
- La prison Saint-Lazare (1908), (13,7 × 26,3), Musée Carnavalet - Histoire de Paris, inventaire P 958-2
- Le maquis de Montmartre (octobre 1903), (55 × 38), Musée Carnavalet - Histoire de Paris, inventaire P 550
- L'Architecture, La Peinture, La Sculpture (1878, panneaux en céramique), façade de l'ancienne faïencerie Loebnitz, 4 rue de la Pierre-Levée, Paris 11e

Panneaux en céramique (1878), Paris, façade de l'ancienne faïencerie Loebnitz
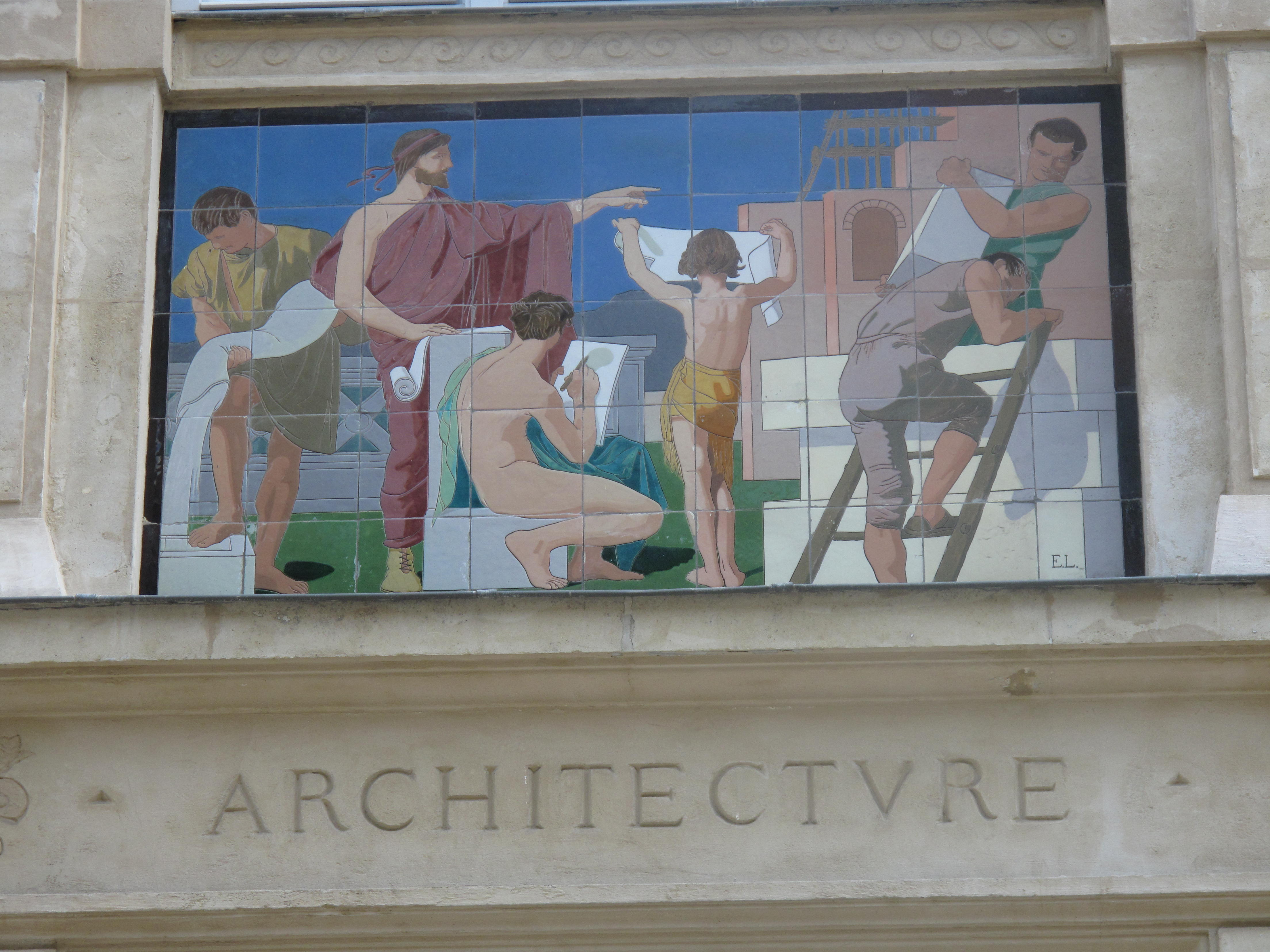
L'Architecture.
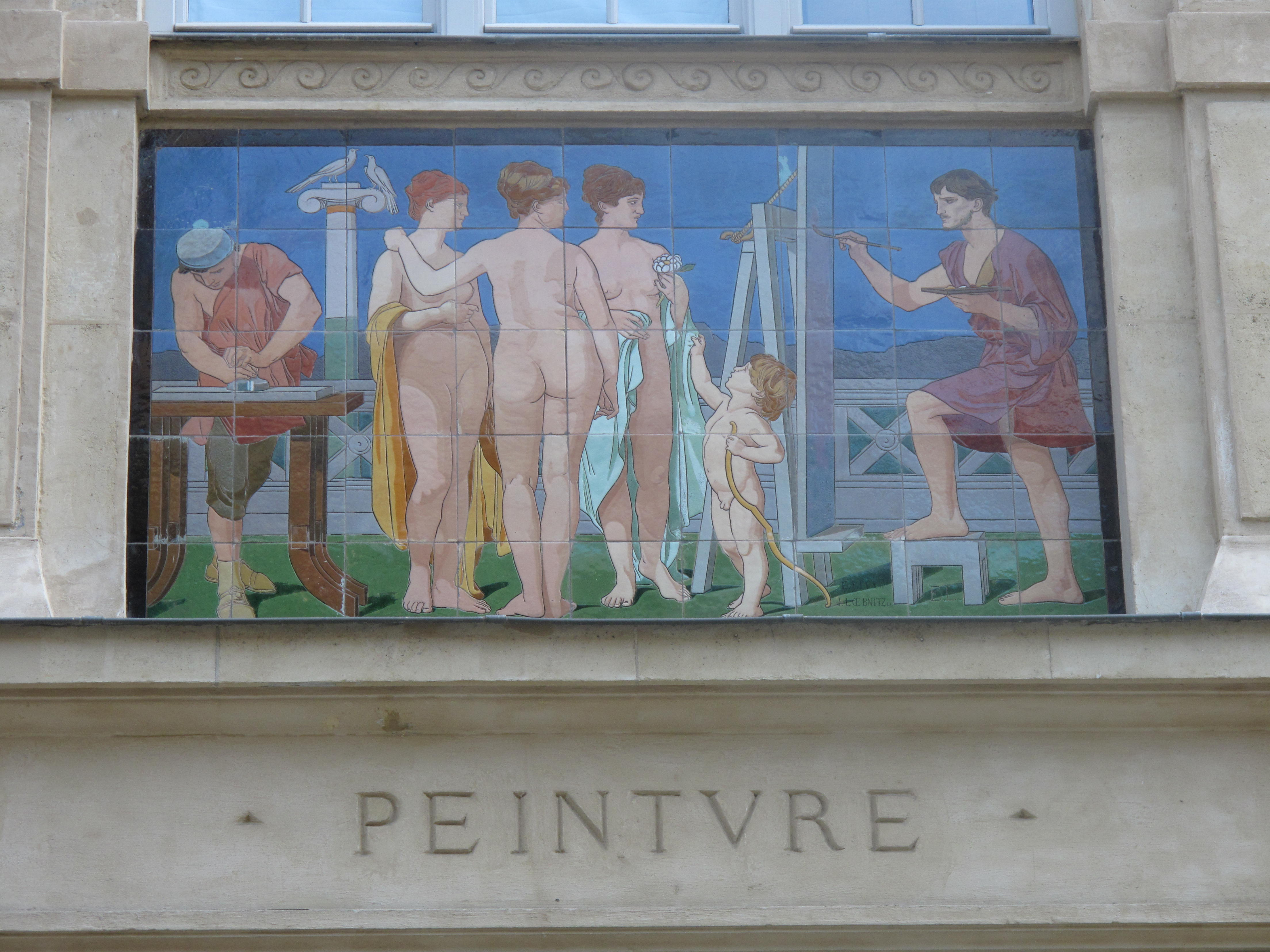
La Peinture.
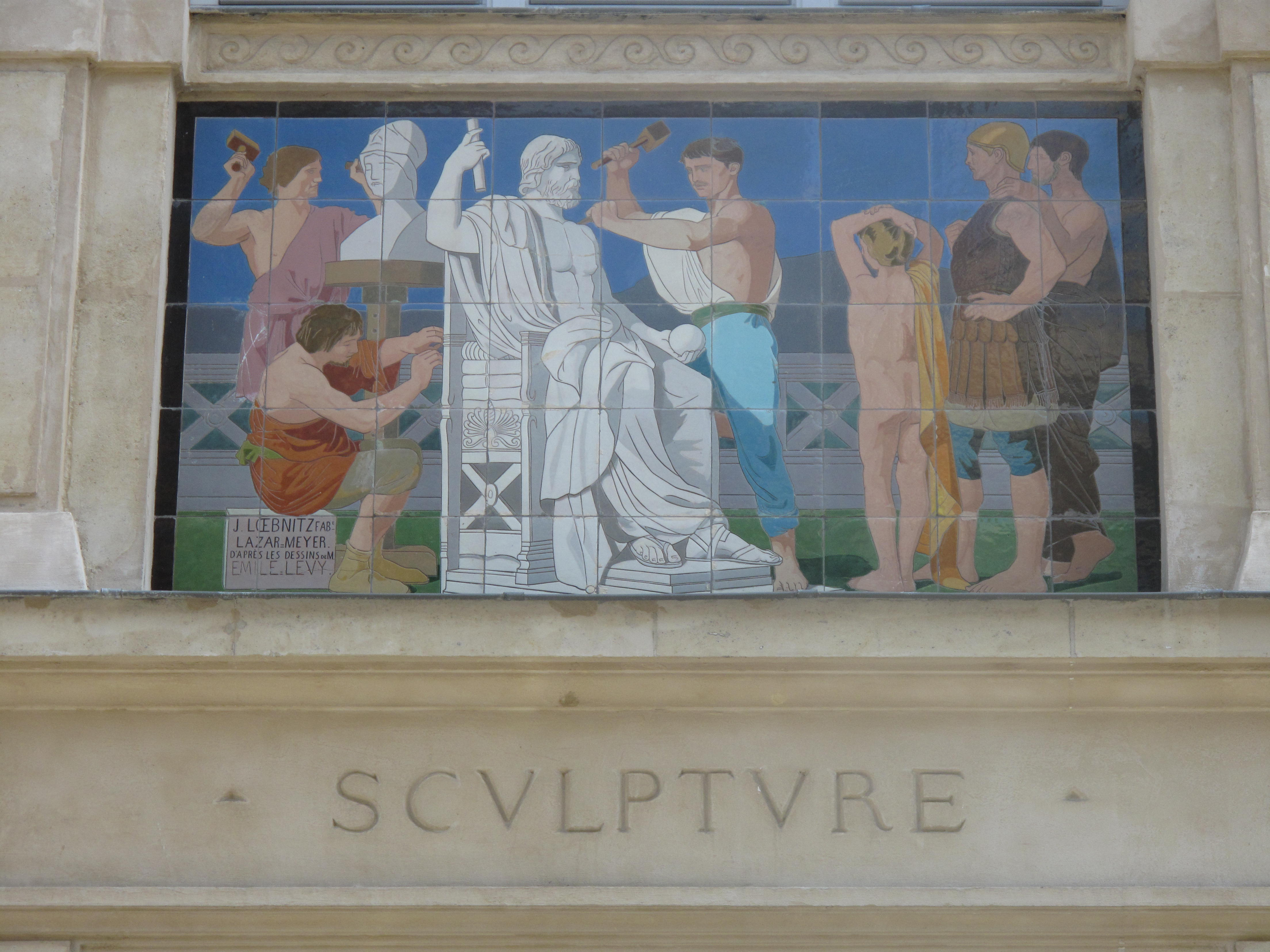
La Sculpture.